# Pachorhopala elgonensis
Pachorhopala elgonensis – gatunek chrząszcza z rodziny kusakowatych i podrodziny rydzenic.
Gatunek ten opisał po raz pierwszy w 1996 roku Roberto Pace na łamach „Revue suisse de Zoologie”. Jako lokalizację typową wskazano Mount Elgon w Kenii.
Chrząszcz o błyszczącym, wydłużonym w zarysie ciele długości 4,2 mm. Głowa jest rudożółta, o mocno zatartym, a na pośrodkowym paśmie całkiem nieobecnym punktowaniu, pozbawiona siateczkowania. Czułki są w całości rudożółte. Również rudożółte przedplecze jest niesiateczkowane, punktowane wyraźnie z wyjątkiem niepunktowanej linii wzdłuż środka. Rudożółte pokrywy mają wyraźne punktowanie i pozbawione są siateczkowania. Kolor odnóży jest rudożółty. Odwłok również w całości jest rudożółty, pozbawiony siateczkowania. Genitalia samicy mają znaczniej słabiej niż u podobnej P.  spectabilis rozwiniętą spermatekę.
Owad afrotropikalny, znany wyłącznie z Kenii. Spotkany na rzędnych 2800 m n.p.m.